# タイガー演習 (1944年)
タイガー演習（英語: Exercise Tiger）は第二次世界大戦中、イギリス海峡に臨むデヴォン州、ダートマス付近のスラプトン・サンズでアメリカ・イギリス両国の軍が実施した軍事演習である。ここで連合軍は1944年4月まで、ノルマンディーへの上陸（Dデイ）に備えて訓練していた。そのため、この作戦は1944年8月まで秘匿されていた。
連絡と調整の問題は事故に繋がり、まずイギリス軍によるアメリカ軍への誤射が発生した。その翌日にはベルント・クルーク少佐率いるSボート2隻が来襲し揚陸艦の内2隻を撃沈し、アメリカ兵946名が犠牲となった。

## 上陸作戦の訓練
1943年末、イギリス政府はノルマンディー上陸作戦に向けたアメリカ軍との共同訓練地の創設を決定し、そのためにデヴォン州のトークロス及びスラプトン各村の間にあるスラプトン・サンズなどの各地を指定した。スラプトン・サンズは礫浜に帯状の土地と湖（スラプトン・レイ）が続くといった諸条件が、ユタ・ビーチと非常に近かったため選抜された。このため、付近の住民およそ3,000名が強制移住させられている。
上陸の訓練は1943年12月に始まった。タイガー演習自体は、1944年4月22日から4月30日にかけて第7軍団の指揮下に実施された最終的かつ大規模な演習であった。同演習は実際の上陸戦における全ての観点を含んでいた。そして橋頭堡の構築と、その維持を行う予定であった。上陸部隊とともに、合わせて25,000名の兵員と2,750台に上る車両がこのタイガー上陸演習に参加している。

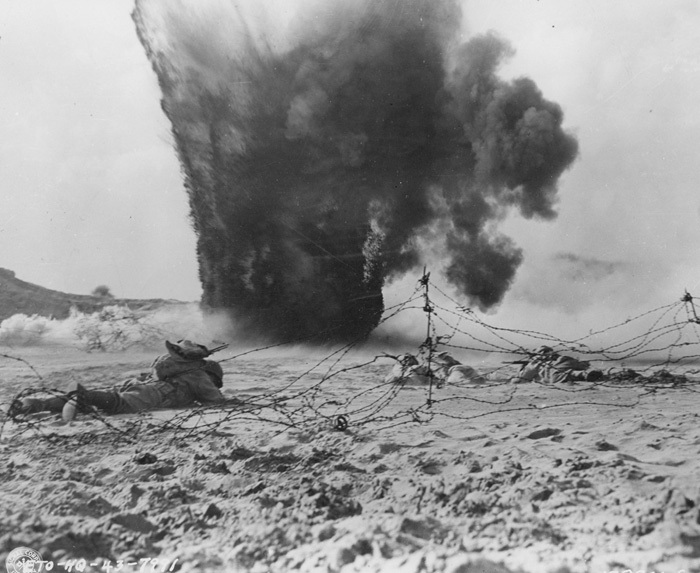
イギリス沿岸における侵攻訓練。実弾演習である。

アメリカの戦車揚陸艦（LST、Landing Ship tank）も加わり、兵員には実弾が分配された。
イギリス海軍はこの演習の全てを観察・掩護することになっていた。その艦隊にはポートランド島近海、ライム湾の湾口を見張る駆逐艦2隻と魚雷艇が含まれていた。この他、ドイツ海軍のSボートが配備されていたシェルブール＝アン＝コタンタンの沿岸を魚雷艇が哨戒した。訓練の第1段階では、連携と積載の訓練が行われることになっていた。4月26日、艦隊は出航地のプリマスとダートマスを発ち、東へ向かう。それから転針し、ブリクセムへ進んだ。外海における連携を訓練するためである。艦隊は4月27日の夜明け、デヴォン沿岸に到着する予定であった。

## 友軍誤射事件
上陸にあたって、兵員の頭越しに実弾を発射する予定があった。その背景には、兵員を戦場の騒音と臭いに慣れさせるという発想があった。これは兵士たちを鍛え上げようとしていた、ドワイト・D・アイゼンハワー大将が直に下した命令に端を発する。浜辺を実弾で砲撃する役割は、イギリスの重巡「ホーキンズ」が担った。そのための時間も午前6時30分から7時と定められた。続いて7時から7時30分にかけて支援部隊が浜辺を調査し、7時30分に兵員が上陸する手筈であった。
しかし数多くの揚陸艦が遅れ、アメリカ海軍のドン・パーディー・ムーン少将は上陸を午前8時30分に延期する。この命令は伝達されたものの、部隊の全てが受信したわけではなかった。その結果、一部の部隊は当初から予定されていた時刻に上陸してしまい、イギリスの諸艦から砲撃を受け、損害を出してしまった。

## Sボートの来襲―ライム湾の海戦
4月28日早朝、ベルント・クルーク少佐が指揮するドイツ海軍第5高速戦闘艇隊に所属するSボートがライム湾へ侵入した。侵攻部隊の船団を護衛することになっていた2隻の艦艇の内、そこに居たのは1隻のみであった。コルヴェット「アザレア」は単縦陣を組ませた9隻の戦車揚陸艦を嚮導していた。この陣形はドイツ側から見て容易な標的となったため、後に批判されている。本来、その場に居るはずであった2隻目の艦、駆逐艦「シミター」は戦車揚陸艦の1隻と衝突し、著しい損害を被って修理のためプリマスへの途上にあった。また戦車揚陸艦とイギリス海軍司令部は異なる周波数を使用しており、アメリカ軍には情報が届いていなかったのである。ドイツ軍のSボート2隻を視認したイギリス艦艇はコルヴェットに通報したが、アメリカ軍には連絡しなかった。サルクームの港を防衛していたイギリスの砲兵隊はSボートを視認していたが、同地に防備があることを秘匿するため発砲を禁じられていた。戦車揚陸艦の内、少なくとも1隻はレーダーを搭載しており、接近する未確認の艦艇の存在を報告していた。しかし、それは友軍の船団に所属するものと誤認されたのである。
ドイツ軍のSボートがシェルブールを出航したのは、4月27日の晩であった。活発な無線交信を探知し、遂に船団を視認したのである。そして午前1時30分から2時4分にかけて攻撃を敢行し、戦車揚陸艦2隻を撃沈した。これらには第7軍団第4師団第1特殊工兵旅団（1. Engineer Special Brigade）に属する兵員が搭乗していた。
戦車揚陸艦「LST-507」は砲雷撃を受けて炎上した。
「LST-531」も命中弾を受け、同じく炎上する。これらは後に沈没した。「LST-511」も2本の魚雷を受けたが、それらは不発であった。午前2時10分頃、さらに1本の魚雷が「LST-289」の兵員室、舵と艦尾砲を破壊する。しかし同艦は午後2時30分頃、自力でダートマスに帰還することができた。
他の戦車揚陸艦は全速で逃走し、さらなる攻撃を回避した。軍報によれば「LST-515」は引き返し、数名の生存者を救助している。

## 結果
最も多くの犠牲を出したのは、「LST-531」である。兵員744名と乗組員282名の内、生存者は290名のみであった。「LST-507」は戦死者13名と負傷者22名を出した。第1旅団は兵員413名を失い、負傷者16名を出す。第3206設営旅団は文字通り全滅した。士官と兵251名の内、201名が命を落とすか負傷したのである。他の各中隊は、合わせて69名の戦死を報告した。犠牲者の完全なリストは存在しないが、記録文書は少なくとも749名の戦没者と重傷を含む300名以上の負傷者を挙げている。
「LST-511」は友軍に誤射され、被弾した。アメリカ陸軍は合わせて749名を失った。これはユタ・ビーチへの上陸戦で被った損害を上回る。さらに、アメリカ海軍からは198名の戦死者が出た。
イギリス海軍は損害を記録していない。

### 連合軍への影響
この事件は秘匿され、証人には箝口令が敷かれた。ドイツ軍の攻撃後、連合軍は機密を保持する10名の行方不明者を出す。これらの者は侵攻作戦の詳細を知っており、連合軍はその何名かが捕虜となって尋問を受け、情報が漏洩することを恐れたため、ノルマンディーにおける作戦を危険に晒さないよう、いくつかの対策が講じられた。ノルマンディーの上陸予定地点はドイツ軍の増援を受けていないか詳細に観察され、「ドーバー海峡から連合軍が侵攻する」というドイツ側の誤解を深めるべく、同海峡周辺の活動が強化された。
加えられた変更は多岐にわたった。
- 周波数の統一。
- 救命胴衣の改良。
- 落水した兵士を救助する手段の改良。

犠牲者の数が公表されたのは、1944年8月になってからのことである。同月、ムーン提督は自決したがその理由は不明である。
デヴォン州出身のイギリス人、ケン・スモールは著書、『The Forgotten Dead – Why 946 American Servicemen Died Off The Coast Of Devon In 1944 – And The Man Who Discovered Their True Story』（忘れられた死者―なぜアメリカの軍人946名が1944年、デヴォン沖合で没したのか―そして彼らの真実の物語を発見した者）を1988年に公表した。ケン・スモールはこの事件が隠蔽されたのではなく、単純に忘れ去られたのだと付記している。著述家でアメリカ陸軍戦史センターのかつての主任、チャールズ・B・マクドナルドは、戦時中にも星条旗新聞がこの事件に触れていたと指摘した。実際、ハリー・C・バッチャー大尉の『My Three Years With Eisenhower』（1946年）が示すように、この事件は記述されていた。

### ドイツ軍への影響
ドイツ海軍の士官、ゲッツ・フォン・ミルバッハ男爵少佐（第9高速戦闘艇隊の指揮官）とベルント・クルーク少佐は4月28日付けの国防軍軍報に載り、柏葉付騎士鉄十字章を受章した。

## 記念
現地の記念碑（Slapton Sands memorial plaque）の碑文は下記の通りである。
戦後に同地で育ったケン・スモールは、当初イギリス・アメリカ両国政府から支援を受けることなく自ら調査を進め、当時いまだにデヴォンの海岸に漂着していた証拠品を発見した。1970年代、彼はそれらを求めて砂浜を探索する。
スモールは1974年、湾内で水没しそこで引き揚げられた、アメリカ陸軍第70戦車大隊所属の戦車をアメリカ政府から買い取った。1984年、彼は故郷で戦死した将兵を記念するべくそれを展示した。その際、個人やデヴォン州行政部門から寄付金による支援を受けている。イギリス政府が一切の支援を承認しなかった一方、アメリカ政府は後にその自発性を称揚した。スモールは、タイガー演習の60周年記念日を数週間後に控えた2004年3月、癌によって亡くなった。
2006年、スモールの子息、ディーンが主導する公益団体、「Slapton Sands Memorial Tank Limited」は亡くなった将兵の氏名を載せた銘板をデヴォンで展示した。2012年にはノルマンディーのユタ・ビーチでもかつてのドイツ軍の高射砲用トーチカに銘板が取り付けられ、海峡の反対側の犠牲者を記念している。
マサチューセッツ州ニュー・ベッドフォードのロッドマン要塞公園では、1両のM4中戦車がタイガー演習の犠牲者を記念している。
1997年、「Exercise Tiger Association」（タイガー演習記念協会）はタイガー演習に参加した古参兵のため、ミズーリ州メキシコ市に戦車揚陸艦の錨を展示した。

## 文献
- フランシス・コタムはその著書、『Slapton Sands』でこの事件を取り上げた。
- ケイト・エリス（英語版）の1999年の著書、『The Armada Boy』において、タイガー演習は主題となっている。
- ロバート・ゴア＝ラングトン:『The tragedy of Slapton Sands: The real story of that terrible night』、express.co.uk、2014年5月12日のオンライン版より（英語）。

## テレビ番組
- D-Day Disaster、チャンネル4のドキュメンタリーシリーズ、Secret Historyのエピソード（1998年）。
- America’s Secret D-Day Disaster、スミソニアン・ネットワーク（英語版）製作（2015年）。
- Tödliches Manöver: Das Drama vor dem D-Day、ZDFinfo（英語版）製作 （2016年）。